# ليون كورتيس كاسترو
ليون كورتيس كاسترو (بالإسبانية: León Cortés Castro) (و. 1882 – 1946 م) هو سياسي، ومحام من كوستاريكا ولد في ألاخويلا.